# Jeviněves
Jeviněves je obec v okrese Mělník ve Středočeském kraji. Rozkládá se asi jedenáct kilometrů západně od Mělníka. Žije v ní 266 obyvatel.

## Historie
První písemná zmínka o vesnici pochází z roku 1374.

### Územněsprávní začlenění
Dějiny územněsprávního začleňování zahrnují období od roku 1850 do současnosti. V chronologickém přehledu je uvedena územně administrativní příslušnost obce v roce, kdy ke změně došlo:
- 1850 země česká, kraj Praha, politický okres Mělník, soudní okres Roudnice[5]
- 1855 země česká, kraj Litoměřice, soudní okres Roudnice
- 1868 země česká, politický i soudní okres Roudnice
- 1939 země česká, Oberlandrat Mělník, politický i soudní okres Roudnice nad Labem[6]
- 1942 země česká, Oberlandrat Praha, politický i soudní okres Roudnice nad Labem[7]
- 1945 země česká, správní i soudní okres Roudnice nad Labem[8]
- 1949 Ústecký kraj, okres Roudnice nad Labem[9]
- 1960 Středočeský kraj, okres Mělník
- 2003 Středočeský kraj, okres Mělník, obec s rozšířenou působností Mělník

### Rok 1932
Ve vsi Jeviněves (500 obyvatel) byly v roce 1932 evidovány tyto živnosti a obchody: cihelna, obchod s dobytkem, Hospodářské, nájemné, úsporné a stavební družstvo v Jeviněvsi, dva hostince, kolář, kovář, dva obchody s ovocem, pekař, čtyři rolníci, řezník, sadař, tři obchody se smíšeným zbožím, tesařský mistr, dvě trafiky, truhlář.

## Doprava
Do obce vedou silnice III. třídy. Ve vzdálenosti 2,5 km vede silnice I/16 Řevničov – Slaný – Mělník – Mladá Boleslav. Železniční trať ani stanice na území obce nejsou. Nejblíže obci je železniční stanice Vraňany ve vzdálenosti 2,5 kilometru ležící na koridorové trati z Prahy do Děčína. V roce 2012 v obci měly zastávky příměstské autobusové linky Kralupy nad Vltavou – Jeviněves – Mělník (v pracovních dnech čtyři spoje, dopravce ČSAD Střední Čechy), Mělník – Dolní Beřkovice – Roudnice nad Labem (v pracovních dnech jeden spoj, dopravce ČSAD Česká Lípa). O víkendu byla obec bez dopravní obsluhy.
Územím obce vede červeně značená turistická trasa Kralupy nad Vltavou – Nelahozeves – Jeviněves – Říp – Roudnice nad Labem.

## Pamětihodnosti
- Zaniklá tvrz Jevín na ostrohu nad vesnicí v lese[4]
- Dřevěná zvonička u pramene
- Pomník obětem první světové války

## Galerie

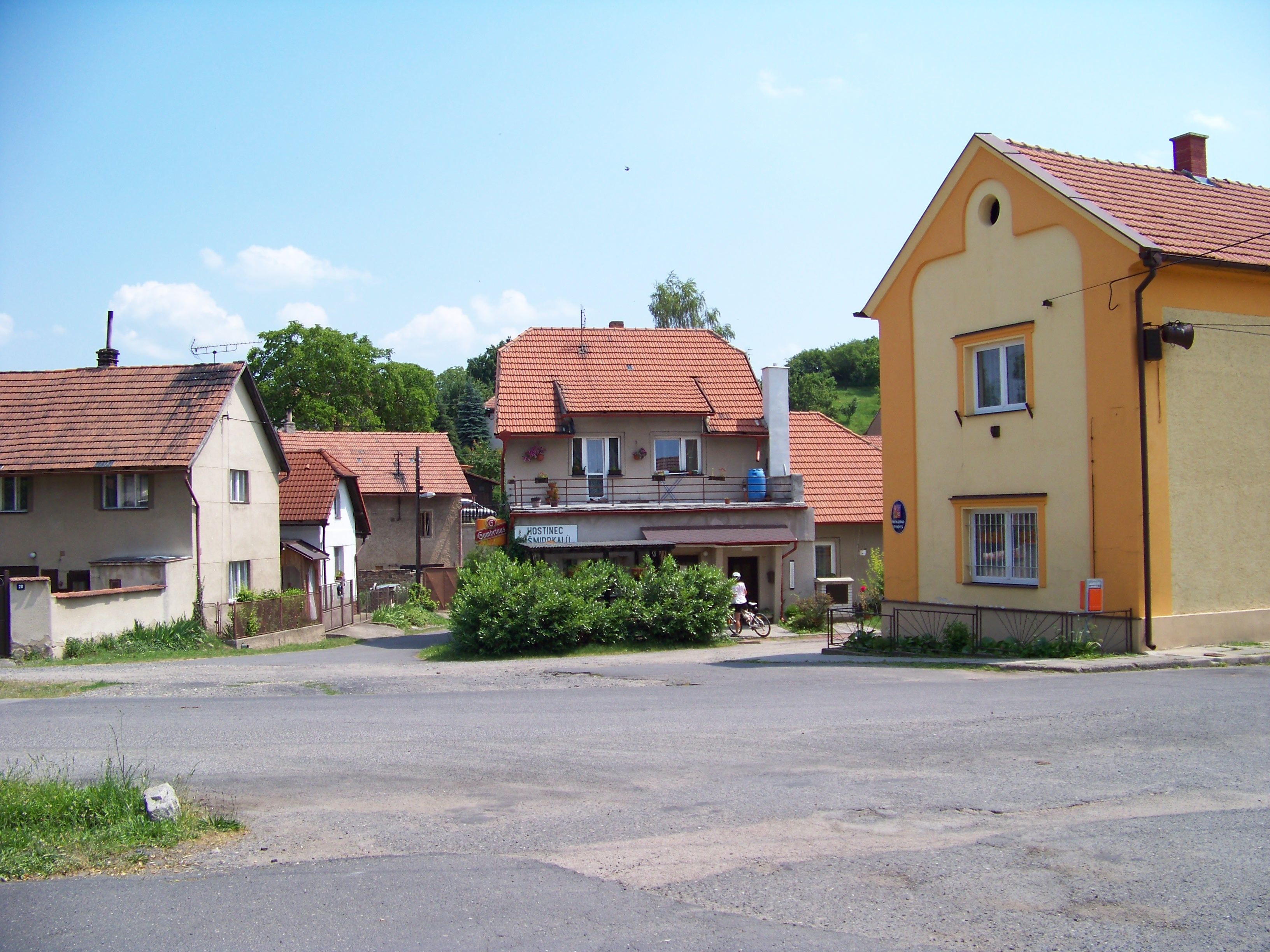
Hostinec a obecní úřad
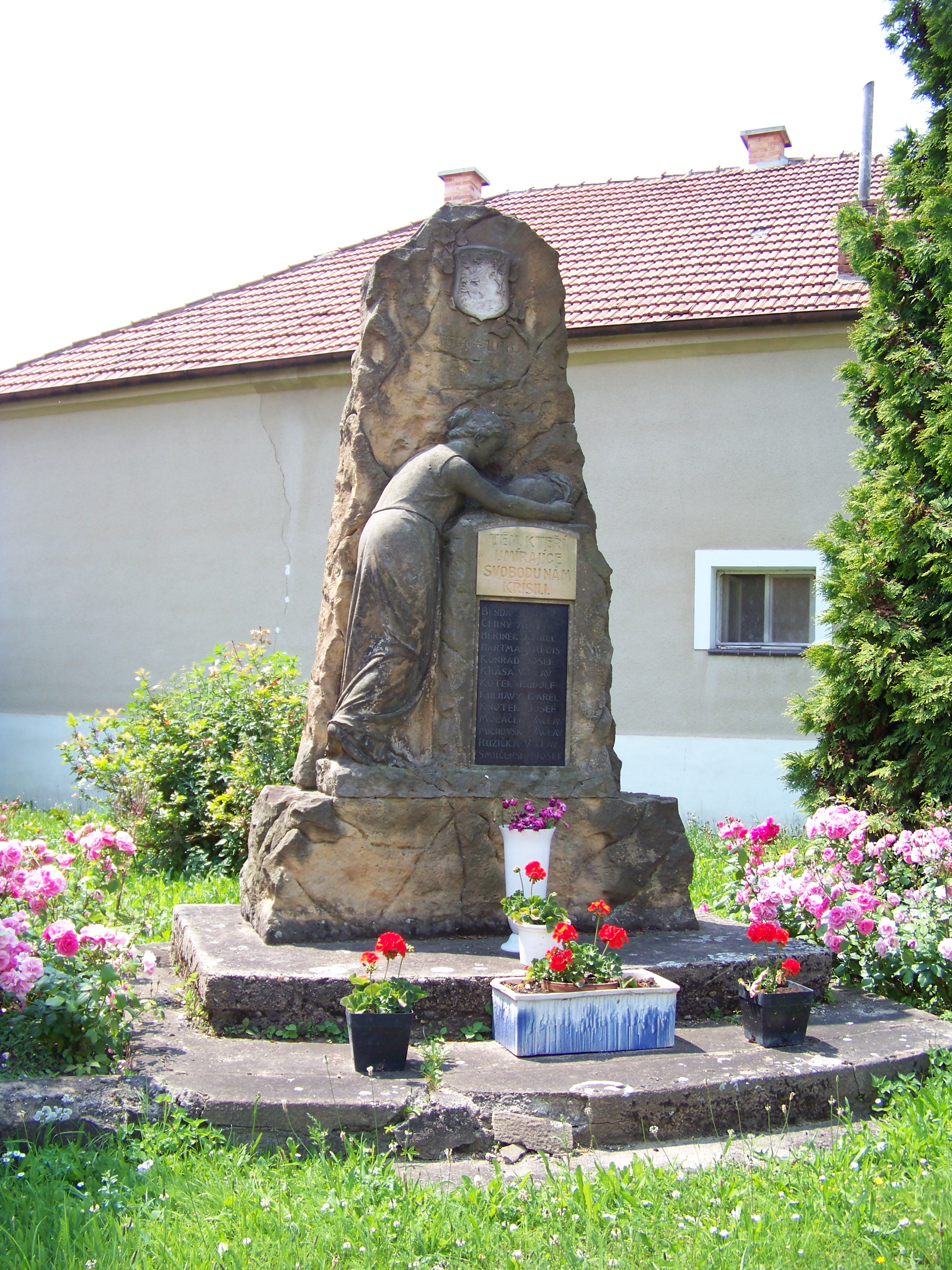
Pomník padlým
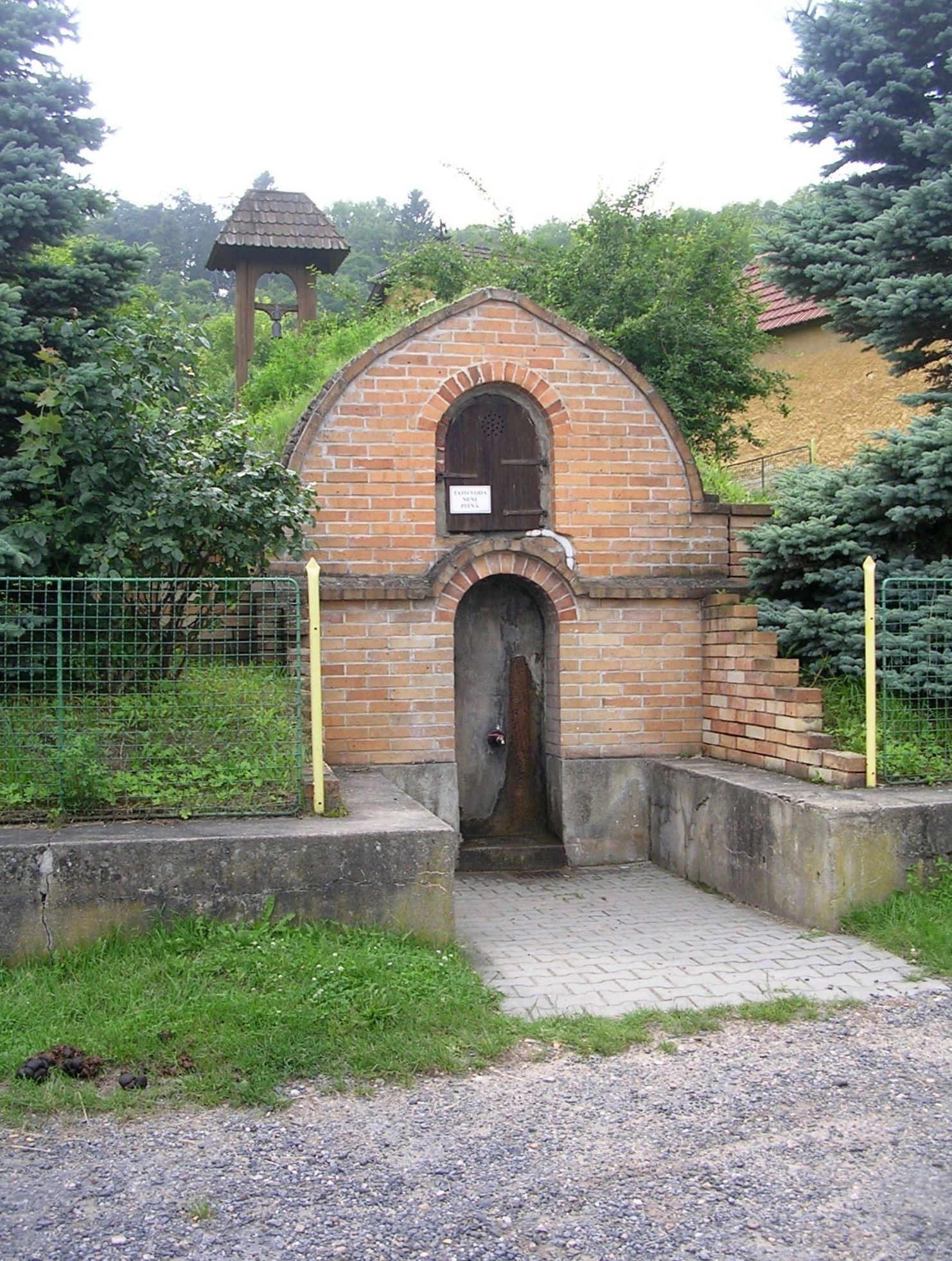
Pramen na návsi
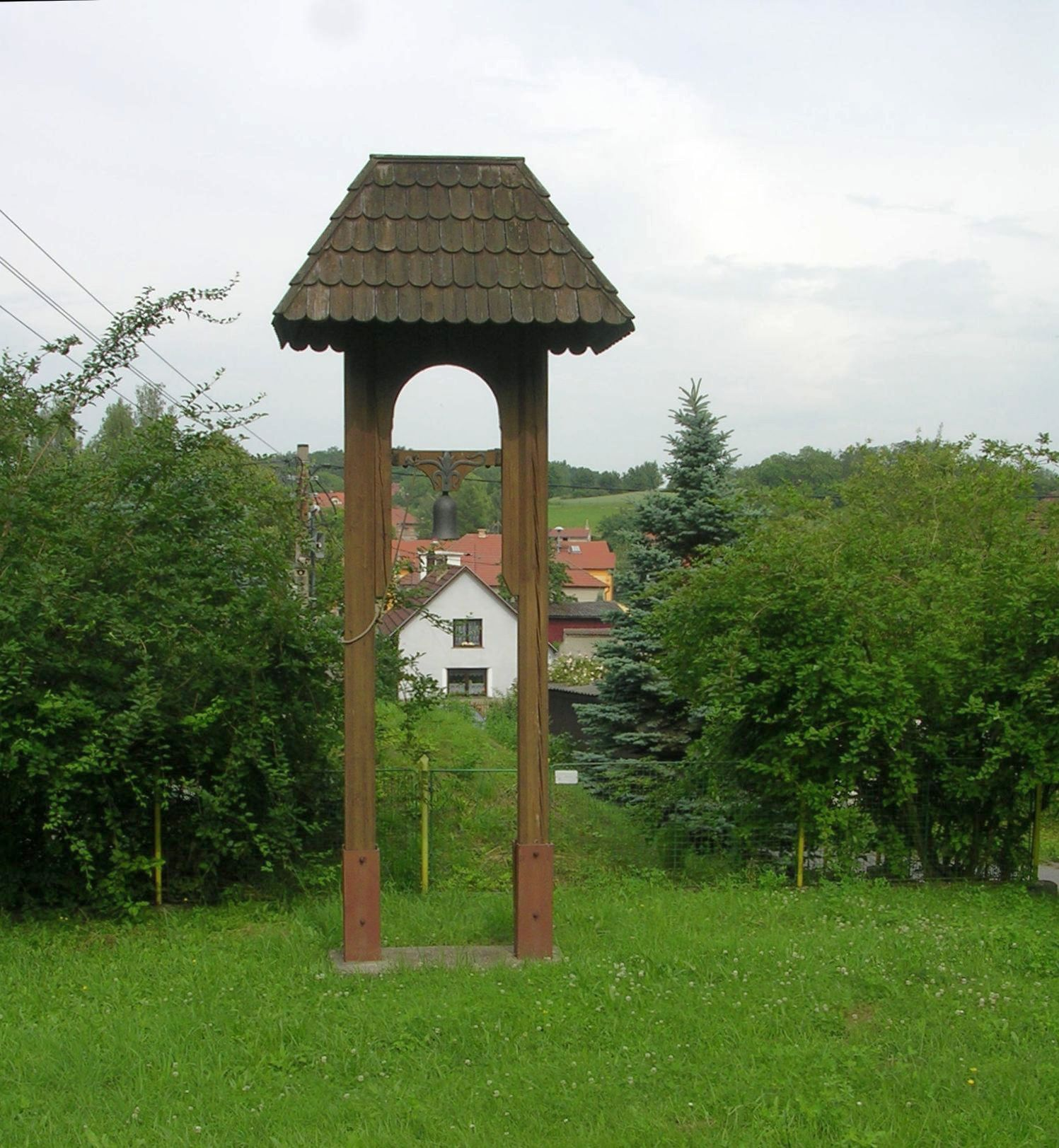
Dřevěná zvonička